# Falsozeargyra wegneri
Falsozeargyra wegneri är en skalbaggsart som beskrevs av Stefan von Breuning 1963. Falsozeargyra wegneri ingår i släktet Falsozeargyra och familjen långhorningar. Inga underarter finns listade i Catalogue of Life.